# 1901 في الولايات المتحدة
فيما يلي قوائم الأحداث التي وقعت خلال عام 1901 في الولايات المتحدة.

## سياسة

### تعيين في المنصب
- 1 يناير – بنيامين باركر أوديل حاكم نيويورك [الإنجليزية]‏.
- 4 مارس – إديث روزفلت السيدة الثانية للولايات المتحدة،السيدة الأولى للولايات المتحدة.
- 5 أبريل – فيلاندر سي نوكس نائب عام الولايات المتحدة.
- 14 سبتمبر – ثيودور روزفلت رئيس الولايات المتحدة.

### انتهاء فترة المنصب
- 1 يناير – لوك كريغ عضو مجلس نواب كارولينا الشمالية.
- 14 يناير – جون رايلي تانر حاكم إلينوي [الإنجليزية]‏.
- 3 مارس – جورج ليرد شوب عضو مجلس الشيوخ الأمريكي.
- 4 مارس – جورج أتكينسون حاكم فرجينيا الغربية  [لغات أخرى]‏.
- 14 سبتمبر – إديث روزفلت السيدة الثانية للولايات المتحدة.
- 14 سبتمبر – إيدا مكينلي السيدة الأولى للولايات المتحدة.
- 14 سبتمبر – ويليام ماكينلي رئيس الولايات المتحدة.
- 27 نوفمبر – بنيامين فرانكلين تيلي حاكم ساموا الأمريكية [الإنجليزية]‏.

## ظهور
- 1 يناير – هيوستن كرونيكل

## كتب
من الكتب التي صدرت هذه السنة في الولايات المتحدة:
- 1 يناير – الأزمة من تأليف وينستون تشرشل.
- 1 يناير – حكايات خرافية أمريكية من تأليف ليمان فرانك بوم.

## مواليد

### يناير
- 1 يناير – ادريا راي
- 1 يناير – ديفيد ليتش ممثل ومخرج أمريكي.
- 1 يناير – فاليري أرورا
- 1 يناير – ميغ جونسون شاعرة أمريكية.
- 1 يناير – نانسي اتويل معلمة من الولايات المتحدة الأمريكية.
- 1 يناير – هيلاري ليندزي ملحنة أمريكية.
- 2 يناير – بوب مارشال

### فبراير
- 1 فبراير – كلارك غيبل ممثل أمريكي.
- 9 فبراير – بريان دونليفي
- 10 فبراير – ستيلا أدلر
- 18 فبراير – بول بيرلينباتش ملاكم من الولايات المتحدة الأمريكية.
- 22 فبراير – تشارلز ايفانز ويتاكر قاضي أمريكي.
- 22 فبراير – ميكي ماركوس عسكري من الولايات المتحدة الأمريكية.
- 22 فبراير – ميلدريد ديفيس ممثلة أمريكية.
- 28 فبراير – لينوس باولنغ

### مارس
- 1 مارس – جورج برهام بار
- 6 مارس – إرنست جورج جيبسون سياسي أمريكي.
- 13 مارس – بول فيكس
- 17 مارس – ألفريد نيومان ملحن أمريكي.
- 24 مارس – أب أيوركس مخرج أفلام أمريكي.
- 25 مارس – إد بيغلي
- 27 مارس – كارل باركس

### أبريل
- 1 أبريل – ويتاكر تشامبرز
- 5 أبريل – تشيستر بولز سياسي أمريكي.
- 5 أبريل – ميلفين دوغلاس ممثل أمريكي.
- 7 أبريل – غافن غوردون ممثل أمريكي.

### مايو
- 7 مايو – غاري كوبر ممثل أمريكي.
- 15 مايو – دوروثي هانسين أندرسون طبيبة أمريكية.
- 18 مايو – فينسنت دو فينيو
- 18 مايو – يوليوس آدمز ستراتون

### يونيو
- 24 يونيو – تشاك تايلور لاعب كرة سلة من الولايات المتحدة الأمريكية.
- 25 يونيو - تشيستر آرنولد، إحاثي وعالم نبات أمريكي.
- 26 يونيو – ستيوارت سايمينغتون سياسي أمريكي.

### يوليو
- 9 يوليو – جستر هايرستون
- 13 يوليو – ميكي ووكر ملاكم من الولايات المتحدة الأمريكية.
- 14 يوليو – جورج توبياس
- 18 مايو – يوليوس آدمز ستراتون
- 23 يوليو – نورمان لويس فنان أمريكي.
- 23 يوليو – هيلين فيرغسون ممثلة أمريكية.
- 24 يوليو – مابل البرتسون ممثلة أمريكية.
- 31 يوليو – إدوارد جونسوتن ألكساندر نباتي.

### أغسطس
- 4 أغسطس – لويس أرمسترونغ
- 8 أغسطس – إرنست أورلاندو لورنس
- 9 أغسطس – تشارليز فاريل ممثل أمريكي.
- 23 أغسطس – جون شيرمان كوبر سياسي أمريكي.
- 26 أغسطس – فرانكي خينارو ملاكم من الولايات المتحدة الأمريكية.
- 26 أغسطس – ماكسويل تايلور دافنبورت

### سبتمبر
- 2 سبتمبر – أدولف روب
- 5 سبتمبر – دون كوستيلو
- 25 سبتمبر – بود هاوزر منافِس أوليمبي من الولايات المتحدة الأمريكية.
- 26 سبتمبر – دونالد كوك ممثل أمريكي.
- 28 سبتمبر – إد سوليفان

### أكتوبر
- 21 أكتوبر – ليون كيلي رسام أمريكي.

### نوفمبر
- 2 نوفمبر – بول فورد
- 2 نوفمبر – جيمس دن
- 18 نوفمبر – جورج غالوب
- 22 نوفمبر – لي باتريك
- 24 نوفمبر – رومان بونن ممثل أمريكي.
- 29 نوفمبر – ميلدريد هاريس

### ديسمبر
- 5 ديسمبر – ميلتون إريكسون
- 5 ديسمبر – والت ديزني رجل أعمال ومنتج ومخرج وسينارست وأخصائي رسوم متحركة أمريكي.
- 16 ديسمبر – مارغريت ميد
- 20 ديسمبر – روبرت جمسون فان دي غراف عالم فيزيائي، ومخترع جهاز توليد الكهرباء الساكنة مولد فان دي غراف.
- 20 ديسمبر – ويليام ليمان لاعب كرة قدم أمريكي.

## وفيات

### يناير
- 21 يناير – إليشا غراي (مواليد 1835) مهندس من الولايات المتحدة الأمريكية.
- 26 يناير – وليام جيه ألين (مواليد 1829) سياسي أمريكي.

### فبراير
- 28 فبراير – وليام ماكسويل إيفرتس (مواليد 1818) سياسي أمريكي.

### مارس
- 13 مارس – بنجامين هاريسون (مواليد 1833) سياسي أمريكي.
- 28 مارس – ستيوارت فان فليت (مواليد 1815) ضابط من الولايات المتحدة الأمريكية.

### أبريل
- 16 أبريل – هنري أغسطس رولاند (مواليد 1848) فيزيائي أمريكي.
- 25 أبريل – ويليام إف إل هادلي (مواليد 1847) سياسي أمريكي.

### مايو
- 23 مايو – جون رايلي تانر (مواليد 1844) سياسي من الولايات المتحدة الأمريكية.

### يونيو
- 13 يونيو – ترومان هنري سافورد (مواليد 1836) عالم فلك أمريكي.

### يوليو
- 12 يوليو – ريتشارد بينيت هوبارد (مواليد 1832) سياسي أمريكي.
- 13 يوليو – بيتر جاكسون (مواليد 1860) ملاكم أسترالي.

### أغسطس
- 16 أبريل – هنري أغسطس رولاند (مواليد 1848) فيزيائي أمريكي.

### سبتمبر
- 14 سبتمبر – ويليام ماكينلي (مواليد 1843) سياسي أمريكي.

### أكتوبر
- 29 أكتوبر – ليون كولغوش (مواليد 1873)

### ديسمبر
- 24 ديسمبر – كلارنس كينغ (مواليد 1842)